# Sveriges Akvarieföreningars Riksförbund
Sveriges Akvarieföreningars Riksförbund (SARF) er et forbund for akvarieklubber og -foreninger i Sverige.

## Historie
- 1946: Sveriges Akvarieföreningars Riksförbund (SARF) blev grundlagt [1]
- 1963: Gunnar Lindin fra SARF övertog Tidskriften Akvariet [1][2]
- 1966: SARF startede uddeling af Akvariets Oscar [1]
- 1996: SARF 50 år [1]
- 2016: SARF 70 år og uddeler Akvariets Oscar halvtredsindstyvende gang.

## Akvariets Oscar
Akvariets Oscar er siden 1966 uddelt hvert år til en akvarist, der i sin virksomhed har gjort en særlig indsats for akvariehobbyen. Prisen blev indstiftet af Tidskriften Akvariets redaktør Gunnar Lundin 1966 for at fejre tidskriftets 40-årsdag.

### Danske modtagere af Akvariets Oscar
- Nr. 8, 1973, Jörgen J. Schell
- Nr. 10, 1975, Jens Meulengracht-Madsen
- Nr. 15, 1980, Erik Lind Larsen
- Nr. 20, 1985, Benny B. Larsen
- Nr. 24, 1989, Claus Christensen
- Nr. 41, 2006, Poul Petersen
- Nr. 42. 2007, Mogens Juhl
- Nr. 51. 2017, John Rosenstock